# Bunsen-égő
A Bunsen-égő a Teclu-égővel együtt a leggyakrabban használt laboratóriumi gázégő, melynek lánghőmérséklete eléri az 1100-1200 °C-t. Az éghető gáz (földgáz, propán-bután gáz) bevezetése a tengelyvonalban elhelyezett furaton keresztül történik, amelynek a végén néhány tized mm átmérőjű lyuk (fúvóka) található. Erre épül rá a jó hővezető fémből – általában rézből – készült keverőcső, amelynek alsó részén, a fúvóka magasságában szemközt két ovális nyílás található a szükséges levegő bevezetéséhez.

Bunsen-égő vázlatos rajza: 1 – keverőcső, 2 – levegőszabályozó, 3 – tűszelep, 4 – gázbevezetés

A levegő mennyiségének a szabályozása a két nyílás szabad keresztmetszetének a változtatásával lehetséges. E céljából a keverőcső alsó részére egy másik, rövidebb, szintén két nyílást tartalmazó csövecske illeszkedik, amely a keverőcsövön szabadon körbeforgatható, miáltal a beömlő szabad keresztmetszet változik. 
Az égőbe juttatható gáz mennyisége (ezzel az égő teljesítménye) – bizonyos határok között – a fúvóka méretének a változtatásával, és a gázáram útjában elhelyezett tűszelep nyitásával vagy zárásával lehetséges. 

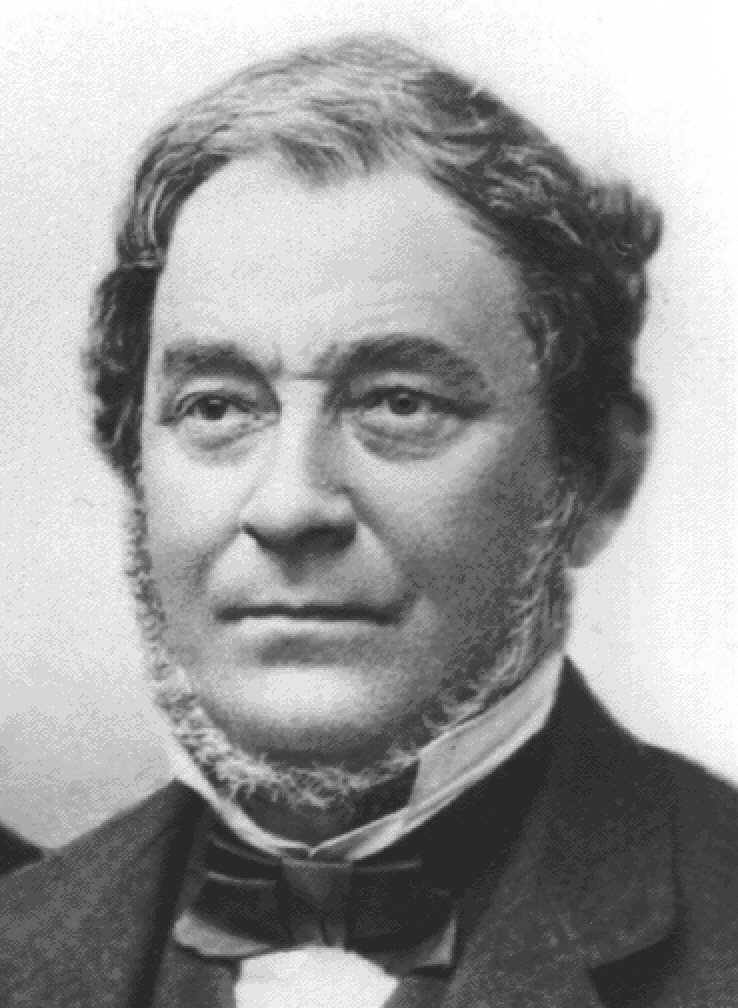
Robert Wilhelm Bunsen
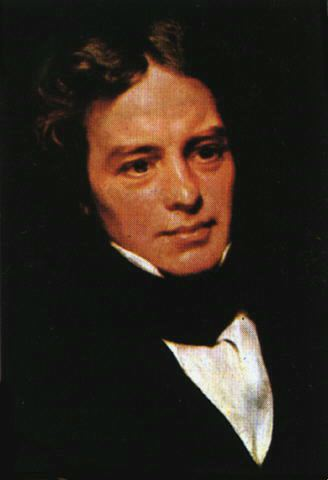
Michael Faraday
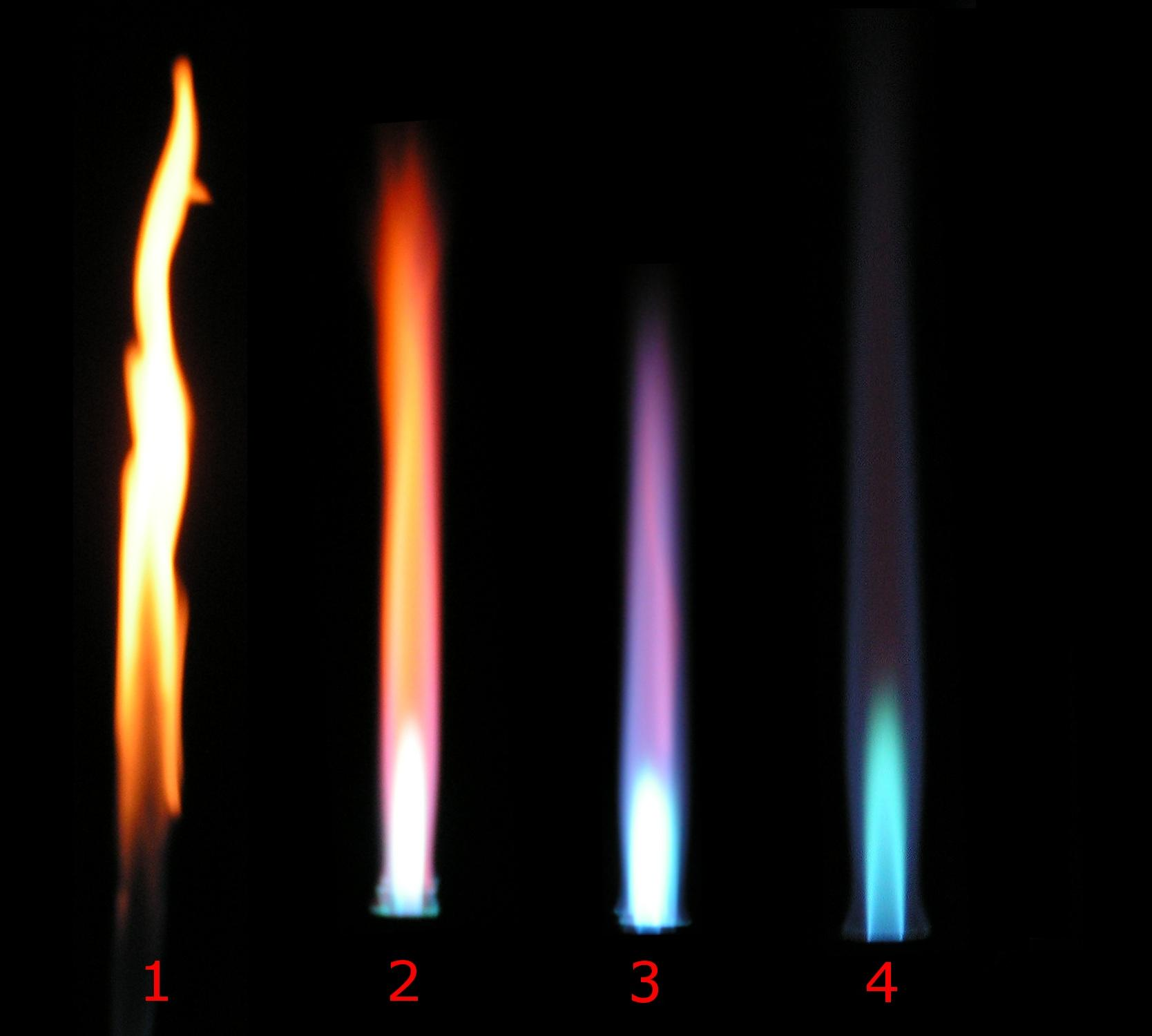
Bunsen-égő lángtípusai

Adott gázáram esetén a levegő mennyiségének a változtatásával a láng minősége változtatható. A levegőbeömlő zárt állásánál a keverőcsőbe csak gáz jut, nincs előkeveredés, sárgás-vörös színű, ún. diffúzós láng alakul ki, amely redukáló – kormozó – láng (1). A levegőnyílás nyitásával a gáz-levegő elegy előkeveredése miatt az égés tökéletesebbé válik, a láng rövidül, színe világosodik (2). A kb. sztöchiometriai levegő/gáz arány esetén a láng alakja határozottá válik, világoskék színű lesz. Ilyen viszonyok között érhető el a maximális lánghőmérséklet (3). További levegő adagolás hatására a láng erélyesen oxidáló tulajdonságúvá válik (4), sőt a láng leszakadhat a keverőcső végéről, ha túlzottan megnő a gázban szegény keverék áramlási sebessége. 
Az égő neve a német Robert Wilhelm Bunsen kémikus emlékét őrzi, bár az eredeti ötlet állítólag Michael Faradaytől származik.